# The Little Mermaid
The Little Mermaid – komputerowa gra zręcznościowa wyprodukowana i wydana przez firmę Capcom w 1991 roku na konsole NES i Game Boy.

## Fabuła
Główną bohaterką tej gry jest dziewczyna o imieniu Ariel, która zakochuje się w Eryku od pierwszego wejrzenia i postanawia wziąć z nim ślub. Niestety, morska wiedźma Urszula przejmuje kontrolę nad oceanem. Ariel decyduje się wybrać do zamku Urszuli oraz wyjaśnia Erykowi, że była wcześniej syrenką i księżniczką morza, aby ratować przyjaciół.
Gracz sterując Ariel może strzelać bąbelkami za pomocą stóp połączonych z płetwą, zbierać przedmioty, zdobywać moc bąbelek oraz siłę rażenia poprzez rzucenie muszelki w skarb.